# Allodia xiphodeusa
Allodia xiphodeusa är en tvåvingeart som beskrevs av Wu, Zheng och Xu 2003. Allodia xiphodeusa ingår i släktet Allodia och familjen svampmyggor. Inga underarter finns listade i Catalogue of Life.